# Perényi Adolf
Perényi Adolf, 1880-ig Pinkász Adolf (Veszprém, 1855. február 10. – Budapest, 1914. február 26.) főreáliskolai tanár, gyorsírástanár.

## Élete
Pinkász Fülöp (1816–1897) Ungvárról származó magánzó és Schön Rozália (1825–1899) fiaként született. A gimnázium hat osztályát szülőhelyén végezte; érettségit a budapesti kegyes tanítórend főgimnáziumában tett és az egyetem bölcseleti karán modern nyelvészetet és pedagógiát hallgatott. Több évig nevelősködött. 1880-ban mint tanárjelölt Pinkász családi nevét Perényire változtatta. 1883-ban nyert tanári oklevelet. 1886-ban két évi próbaéves tanárság után a VII. kerületi állami gimnázium helyettes tanára, 1889-ben a temesvári főreáliskola rendes tanára lett. 1893-ban a budapesti I. kerüli főgimnáziumba helyeztetett át, ahol a magyar és német nyelv tanára volt.

## Írásai
Cikkei a budapesti VII. ker. főgymnasium Értesítőjében (1878. Arany János V. Lászlójának tárgyalása az V. osztályban); az Egyetemes Philol. Közlönyben (1891. Egy kis leczke a nyelvtanvból), a Délmagyarországi Közlönyben (1893. 43-46. sz. Arany és Petőfi barátsága, 1894. 39. sz. Könyvism., 1896. 297. sz. A magyar helyesírásról, 1902. 236. sz. A rovás-írás kérdéséről); Koronczy Imre gyűjteményében (Székesfejérvár, 1897. Iskolai alkalmi költemények); a Tanulók Lapjában (1895. A hazaszeretet oltáránál, 1901. Az iskoláért, dialogok); a Temesvarer Zeitungban (társadalmi s ismeretterjesztő czikkek); a Természetben (1901. Mit mondanak az állatok?); az Ethnographiában (1901. A magyar nép elméssége); a Délmagyarorsz. társaság Közlönyében (1902. A rovásírásról); a középiskolai tanáregylet Közlönyében (1902. A képzőművészetek tanításáról); a temesvári főreáliskola Értesítőjében (1902. Velencze és képzőművészeti kincsei.)

## Munkái
- A volt iskolatársak évi jelentései. Temesvár, 1896. 1901.
- Tinódi Sebestyén válogatott históriás énekei. Rendezte és bevezetéssel ellátta. Budapest, (1899. M. Könyvtár 145.)
- Az egységes német helyesírás táblázata. Ötödik kiadás. Budapest, 1903
- Az iskolai magyar helyesírás táblázata. Budapest, 1904. (5. kiadás).